# راینهارد سیلتن
راینهارد سیلتن یا رِین‌هارد زِلتِن (به آلمانی: Reinhard Selten)
اقتصاددان اسپرانتیست آلمانی بود که در سال ۱۹۹۴ موفق به دریافت جایزه نوبل اقتصاد شد.

## سیلتن و زبان اسپرانتو
پروفسور رِین‌هارد زِلتِن برخی از آثار علمی خود را به زبان فراساختهٔ اسپرانتو تألیف کرد. وی در سال ۱۹۹۴، چهارمین اسپرانتودان بود که موفق به دریافت جایزهٔ نوبل شد. پروفسور زلتن که از سال ۱۹۵۸ اسپرانتودان فعالی بود، در زمینهٔ تئوری بازی‌ها – که جایزهٔ نوبل خود را نیز در همین زمینه به‌دست‌آورد - به زبان اسپرانتو کتاب نگاشت. وی که از مؤسسین و عضو افتخاریِ سنای فرهنگستان بین‌المللی علوم (AIS) بود در همایشی با رئیس این فرهنگستان، پروفسور هلمار فرانک (Helmar Frank) و میخائیل گورباچف، آخرین رهبر اتحاد جماهیر شوروی (۱۹۹۱–۱۹۸۹)، در ۲۰ سپتامبر سال ۱۹۹۶ در وِست‌فالیِ شمالِ رِین (Nordrejn Vestfalio) شرکت داشت. گورباچُف در این دیدار علاوه بر اعلام هم‌کاری خود با این فرهنگستان بین‌المللی – که زبانِ رسمی‌اش زبان علمی اسپرانتو است – در بارهٔ راه‌حلِ دموکراتیک مشکل زبان در جهان بیان داشت که:
«این روشن‌فکران جهان‌اند که باید با یک‌دیگر در ارتباط متقابل باشند و با همدیگر به یک توافق دست یابند، در غیر این صورت سیاست‌مداران دست به کارهای بی‌معنی می‌زنند. در این مورد من اطمینان کامل دارم.»